# Nodaria grisea
Nodaria grisea är en fjärilsart som beskrevs av George Francis Hampson 1916. Nodaria grisea ingår i släktet Nodaria och familjen nattflyn. Inga underarter finns listade i Catalogue of Life.